# Surf ai Giochi della XXXIII Olimpiade - Shortboard femminile
La gara del shortboard femminile dei Giochi della XXXIII Olimpiade si è svolta tra il 27 luglio e il 6 agosto 2024, sulla spiaggia di Teahupo'o a Tahiti in Polinesia Francese. Hanno partecipato 24 atlete da 16 nazioni.

## Formato
La competizione si compone di sei round:
- Round 1: 8 batterie da 3 surfiste ciascuna; la prima di ogni batteria (8 in totale) passa al round 3 mentre le altre 2 di ogni batteria (16 in totale) passano al round 2 (essenzialmente un ripescaggio)
- Round 2: 8 batterie da 2 surfiste ciascuna; la prima di ogni batteria (8 in totale) passa al round 3 mentre l'altra di ogni batteria (8 in totale) viene eliminata
- Round 3: la competizione testa a testa inizia con questo round di 16 (8 batterie di 2 surfiste ciascuna; la vincitrice avanza, la perdente eliminata)
- Quarti di finale
- Semifinali
- Partita finale e medaglia di bronzo

La durata di ogni batteria (da 20 a 35 minuti) e il numero massimo di onde che ogni surfista può cavalcare sono determinati dal direttore tecnico prima del giorno della gara. Il punteggio per ogni onda va da 0 a 10, con le migliori due onde per ogni surfista che contano nel punteggio finale della batteria. I punteggi si basano sulla difficoltà delle manovre eseguite, sull'innovazione e sulla progressione, sulla varietà, sulla combinazione, sulla velocità, sulla potenza e sul flusso di ciascuna manovra.

## Programma
| Data           | Ora (CEST) | Turno                |
| -------------- | ---------- | -------------------- |
| 27 luglio 2024 | 23:48      | Round 1              |
| 28 luglio 2024 | 19:00      | Round 2              |
| 1 agosto 2024  | 19:00      | Round 3              |
| 2 agosto 2024  | 02:12      | Quarti di Finale     |
| 5 agosto 2024  | 23:42      | Semifinale           |
| 6 agosto 2024  | 01:35      | Finale per il bronzo |
| 6 agosto 2024  | 02:57      | Finale per l'oro     |

## Qualificazioni
L'ordine di testa di serie per il surf femminile nei Giochi Olimpici di Parigi 2024 è determinato in base ai risultati individuali degli atleti ai Mondiali di Surf ISA 2024. Per le atlete qualificate che non vi hanno partecipato, sia perché la loro idoneità non lo richiedeva, sia per infortuni o altri motivi, sono state classificate dopo i risultati dei Mondiali di Surf ISA 2024 nel seguente ordine di qualificazione:
1. Classifica del World Championship Tour (WCT) della World Surf League
2. Posizione di qualificazione continentale ai Mondiali di Surf ISA (ISA) 2023
3. Slot di Campione a Squadre ai WSG 2022
4. Slot di Campione a Squadre ai WSG 2024
5. Slot di Universality Places (slot riservato ad atleti di CON sottorappresentati)

Questa decisione è stata presa dal Comitato Tecnico ISA e dal Comitato Esecutivo ISA per garantire il confronto più recente di quasi tutte le atlete nello stesso evento in termini di prestazioni in una sede di "acque pesanti". La scelta è stata fatta anche per incentivare tutte le surfiste a partecipare ai WSG 2024 così da competere per un potenziale miglioramento della loro testa di serie.

### Testa di serie
| Pos. | Nazione       | Surfista                  | Stance  | QP  |
| ---- | ------------- | ------------------------- | ------- | --- |
| 1    | Brasile       | Tatiana Weston-Webb       | Goofy   | ISA |
| 2    | Francia       | Johanne Defay             | Regular | WCT |
| 3    | Spagna        | Nadia Erostarbe           | Goofy   | ISA |
| 4    | Perù          | Sol Aguirre               | Regular | ISA |
| 5    | Israele       | Anat Lelior               | Goofy   | ISA |
| 6    | Brasile       | Tiana Hinckel             | Regular | ISA |
| 7    | Stati Uniti   | Carissa Moore             | Regular | WCT |
| 8    | Portogallo    | Yolanda Hopkins           | Regular | WCT |
| 9    | Stati Uniti   | Caroline Marks            | Goofy   | WCT |
| 10   | Portogallo    | Teresa Bonvalot           | Regular | WCT |
| 11   | Germania      | Camilla Kemp              | Regular | ISA |
| 12   | Canada        | Sanoa Dempfle-Olin        | Goofy   | PAG |
| 13   | Spagna        | Janire Gonzalez Etxabarri | Goofy   | ISA |
| 14   | Cina          | Siqi Yang                 | Regular | ISA |
| 15   | Costa Rica    | Brisa Hennessy            | Regular | WCT |
| 16   | Australia     | Molly Picklum             | Regular | ISA |
| 17   | Sudafrica     | Sarah Baum                | Goofy   | ISA |
| 18   | Giappone      | Shino Matsuda             | Goofy   | ISA |
| 19   | Brasile       | Luana Silva               | Regular | ISA |
| 20   | Australia     | Tyler Wright              | Regular | ISA |
| 21   | Francia       | Vahine Fierro             | Goofy   | ISA |
| 22   | Nuova Zelanda | Saffi Vette               | Regular | ISA |
| 23   | Nicaragua     | Candelaria Resano         | Regular | UP  |
| 24   | Stati Uniti   | Caitlin Simmers           | Regular | ISA |

## Risultati

### Round 1
Il primo round non prevede l'eliminazione. Le surfiste saranno testati in otto batterie di tre surfiste ciascuna, con la prima surfista che avanzerà direttamente al Round 3. Le altre due surfiste saranno selezionati per il Round 2, il primo round che prevede l'eliminazione. 

#### Batteria 1
| Pos.              | Surfista        | Nazione     | Onde | Onde | Onde | Onde | Onde | Totale | Note |
| Pos.              | Surfista        | Nazione     | 1    | 2    | 3    | 4    | 5    | Totale | Note |
| ----------------- | --------------- | ----------- | ---- | ---- | ---- | ---- | ---- | ------ | ---- |
| 1                 | Caroline Marks  | Stati Uniti | 2.00 | 8.50 | 1.50 | 2.37 | 9.43 | 17.93  | R3   |
| 2                 | Sarah Baum      | Sudafrica   | 1.00 | 5.67 | 2.80 | 2.73 | 0.27 | 8.47   | R2   |
| 3                 | Yolanda Hopkins | Portogallo  | 4.50 | 2.50 | 0.60 | 0.60 | 0.20 | 7.00   | R2   |
| Report ufficiale: |                 |             |      |      |      |      |      |        |      |

#### Batteria 2
| Pos.              | Surfista                  | Nazione | Onde | Onde | Onde | Onde | Onde | Onde | Onde | Onde | Totale | Note |
| Pos.              | Surfista                  | Nazione | 1    | 2    | 3    | 4    | 5    | 6    | 7    | 8    | Totale | Note |
| ----------------- | ------------------------- | ------- | ---- | ---- | ---- | ---- | ---- | ---- | ---- | ---- | ------ | ---- |
| 1                 | Vahine Fierro             | Francia | 1.33 | 6,17 | 2.43 | 5.00 |      |      |      |      | 11.17  | R3   |
| 2                 | Sol Aguirre               | Perù    | 0.43 | 0.20 | 1.10 | 0.70 | 1.90 | 0.63 | 2.40 | 1.10 | 4.30   | R2   |
| 3                 | Janire Gonzalez Etxabarri | Spagna  | 0.70 | 0.97 | 1.30 | 1.13 |      |      |      |      | 2.43   | R2   |
| Report ufficiale: |                           |         |      |      |      |      |      |      |      |      |        |      |

#### Batteria 3
| Pos.              | Surfista          | Nazione   | Onde | Onde | Onde | Onde | Onde | Onde | Onde | Totale | Note |
| Pos.              | Surfista          | Nazione   | 1    | 2    | 3    | 4    | 5    | 6    | 7    | Totale | Note |
| ----------------- | ----------------- | --------- | ---- | ---- | ---- | ---- | ---- | ---- | ---- | ------ | ---- |
| 1                 | Tyler Wright      | Australia | 1.17 | 4.17 | 3.50 | 2.33 | 1.27 | 3.20 | 2.07 | 7.67   | R3   |
| 2                 | Anat Lelior       | Israele   | 0.50 | 0.43 | 3.23 | 2.20 |      |      |      | 5.43   | R2   |
| 3                 | Sanoa Demfle-Olin | Canada    | 2.83 | 2.00 | 1.67 | 0.50 |      |      |      | 4.83   | R2   |
| Report ufficiale: |                   |           |      |      |      |      |      |      |      |        |      |

#### Batteria 4
| Pos.              | Surfista            | Nazione     | Onde | Onde | Onde | Onde | Onde | Onde | Totale | Note |
| Pos.              | Surfista            | Nazione     | 1    | 2    | 3    | 4    | 5    | 6    | Totale | Note |
| ----------------- | ------------------- | ----------- | ---- | ---- | ---- | ---- | ---- | ---- | ------ | ---- |
| 1                 | Caitlin Simmers     | Stati Uniti | 1.83 | 6.50 | 0.50 | 6.43 | 1.40 | 3.83 | 13.50  | R3   |
| 2                 | Tatiana Weston-Webb | Brasile     | 5.83 | 1.93 | 0.23 | 4.50 |      |      | 10.33  | R2   |
| 3                 | Molly Picklum       | Australia   | 1.57 | 0.93 | 2.67 | 5.77 |      |      | 8.44   | R2   |
| Report ufficiale: |                     |             |      |      |      |      |      |      |        |      |

#### Batteria 5
| Pos.              | Surfista          | Nazione    | Onde | Onde | Onde | Onde | Onde | Totale | Note |
| Pos.              | Surfista          | Nazione    | 1    | 2    | 3    | 4    | 5    | Totale | Note |
| ----------------- | ----------------- | ---------- | ---- | ---- | ---- | ---- | ---- | ------ | ---- |
| 1                 | Brisa Hennessy    | Costa Rica | 8.33 | 3.33 | 6.50 | 7.23 |      | 15.56  | R3   |
| 2                 | Johanne Defay     | Francia    | 0.33 | 2.33 | 2.33 | 5.00 | 4.50 | 9.50   | R2   |
| 3                 | Candelaria Resano | Nicaragua  | 0.83 | 1.33 | 3.43 | 6.00 | 0.50 | 9.43   | R2   |
| Report ufficiale: |                   |            |      |      |      |      |      |        |      |

#### Batteria 6
| Pos.              | Surfista      | Nazione  | Onde | Onde | Onde | Onde | Onde | Totale | Note |
| Pos.              | Surfista      | Nazione  | 1    | 2    | 3    | 4    | 5    | Totale | Note |
| ----------------- | ------------- | -------- | ---- | ---- | ---- | ---- | ---- | ------ | ---- |
| 1                 | Luana Silva   | Brasile  | 1.00 | 2.77 | 4.50 |      |      | 7.27   | R3   |
| 2                 | Taina Hinckel | Brasile  | 0.57 | 2.50 | 1.70 | 2.83 | 2.90 | 5.73   | R2   |
| 3                 | Camilla Kemp  | Germania | 2.00 | 0.53 | 0.80 | 0.20 |      | 2.80   | R2   |
| Report ufficiale: |               |          |      |      |      |      |      |        |      |

#### Batteria 7
| Pos.              | Surfista        | Nazione       | Onde | Onde | Onde | Onde | Onde | Totale | Note |
| Pos.              | Surfista        | Nazione       | 1    | 2    | 3    | 4    | 5    | Totale | Note |
| ----------------- | --------------- | ------------- | ---- | ---- | ---- | ---- | ---- | ------ | ---- |
| 1                 | Nadia Erostarbe | Spagna        | 8.33 | 3.83 | 3.57 | 5.50 | 1.63 | 13.83  | R3   |
| 2                 | Saffi Vette     | Nuova Zelanda | 2.33 | 4.73 | 2.77 |      |      | 7.50   | R2   |
| 3                 | Siqi Yang       | Cina          | 2.50 | 1.00 | 0.80 | 2.90 | 0.33 | 5.40   | R2   |
| Report ufficiale: |                 |               |      |      |      |      |      |        |      |

#### Batteria 8
| Pos.              | Surfista        | Nazione     | Onde | Onde | Onde | Onde | Onde | Onde | Totale | Note |
| Pos.              | Surfista        | Nazione     | 1    | 2    | 3    | 4    | 5    | 6    | Totale | Note |
| ----------------- | --------------- | ----------- | ---- | ---- | ---- | ---- | ---- | ---- | ------ | ---- |
| 1                 | Carissa Moore   | Stati Uniti | 3.83 | 6.17 | 9.00 | 7.50 |      |      | 16.50  | R3   |
| 2                 | Shino Matsuda   | Giappone    | 0.63 | 8.33 | 2.33 | 1.07 | 2.83 |      | 11.16  | R2   |
| 3                 | Teresa Bonvalot | Portogallo  | 5.17 | 0.27 | 5.17 | 0.87 | 3.60 | 1.47 | 10.34  | R2   |
| Report ufficiale: |                 |             |      |      |      |      |      |      |        |      |

### Round 2

#### Batteria 1
| Pos.              | Surfista        | Nazione | Onde | Onde | Onde | Onde | Onde | Totale | Note |
| Pos.              | Surfista        | Nazione | 1    | 2    | 3    | 4    | 5    | Totale | Note |
| ----------------- | --------------- | ------- | ---- | ---- | ---- | ---- | ---- | ------ | ---- |
| 1                 | Siqi Yang [14]  | Cina    | 3.00 | 4.50 | 0.70 | 2.90 | 4.17 | 8.67   | R3   |
| 2                 | Sol Aguirre [4] | Perù    | 2.00 | 2.50 | 0.73 | 1.33 |      | 4.50   | E    |
| Report ufficiale: |                 |         |      |      |      |      |      |        |      |

#### Batteria 2
| Pos.              | Surfista          | Nazione   | Onde | Onde | Onde | Onde | Onde | Onde | Onde | Onde | Onde | Totale | Note |
| Pos.              | Surfista          | Nazione   | 1    | 2    | 3    | 4    | 5    | 6    | 7    | 8    | 9    | Totale | Note |
| ----------------- | ----------------- | --------- | ---- | ---- | ---- | ---- | ---- | ---- | ---- | ---- | ---- | ------ | ---- |
| 1                 | Sarah Baum [17]   | Sudafrica | 0.53 | 1.00 | 0.23 | 2.47 | 4.83 | 5.67 | 0.77 | 0.13 | 1.73 | 10.50  | R3   |
| 2                 | Camilla Kemp [11] | Germania  | 0.37 | 2.17 | 0.70 | 1.60 | 2.77 | 0.30 |      |      |      | 4.94   | E    |
| Report ufficiale: |                   |           |      |      |      |      |      |      |      |      |      |        |      |

#### Batteria 3
| Pos.              | Surfista             | Nazione    | Onde | Onde | Onde | Onde | Onde | Totale | Note |
| Pos.              | Surfista             | Nazione    | 1    | 2    | 3    | 4    | 5    | Totale | Note |
| ----------------- | -------------------- | ---------- | ---- | ---- | ---- | ---- | ---- | ------ | ---- |
| 1                 | Matsuda Shino [18]   | Giappone   | 1.60 | 2.10 | 0.57 | 7.67 |      | 9.77   | R3   |
| 2                 | Teresa Bonvalot [10] | Portogallo | 1.50 | 3.67 | 0.63 | 3.17 | 1.20 | 6.84   | E    |
| Report ufficiale: |                      |            |      |      |      |      |      |        |      |

#### Batteria 4
| Pos.              | Surfista           | Nazione   | Onde | Onde | Onde | Onde | Onde | Onde | Totale | Note |
| Pos.              | Surfista           | Nazione   | 1    | 2    | 3    | 4    | 5    | 6    | Totale | Note |
| ----------------- | ------------------ | --------- | ---- | ---- | ---- | ---- | ---- | ---- | ------ | ---- |
| 1                 | Johanne Defay [2]  | Francia   | 2.83 | 4.00 | 7.83 | 1.00 | 3.93 | 1.00 | 11.83  | R3   |
| 2                 | Molly Picklum [16] | Australia | 1.00 | 5.83 | 0.67 | 1.60 |      |      | 7.43   | E    |
| Report ufficiale: |                    |           |      |      |      |      |      |      |        |      |

#### Batteria 5
| Pos.              | Surfista                | Nazione   | Onde | Onde | Onde | Onde | Totale | Note |
| Pos.              | Surfista                | Nazione   | 1    | 2    | 3    | 4    | Totale | Note |
| ----------------- | ----------------------- | --------- | ---- | ---- | ---- | ---- | ------ | ---- |
| 1                 | Tatiana Weston-Webb [1] | Brasile   | 5.50 | 2.83 | 4.00 | 1.33 | 9.50   | R3   |
| 2                 | Candelaria Resano [24]  | Nicaragua | 0.87 | 1.43 | 1.87 | 0.93 | 3.30   | E    |
| Report ufficiale: |                         |           |      |      |      |      |        |      |

#### Batteria 6
| Pos.              | Surfista            | Nazione       | Onde | Onde | Onde | Onde | Onde | Totale | Note |
| Pos.              | Surfista            | Nazione       | 1    | 2    | 3    | 4    | 5    | Totale | Note |
| ----------------- | ------------------- | ------------- | ---- | ---- | ---- | ---- | ---- | ------ | ---- |
| 1                 | Yolanda Hopkins [8] | Portogallo    | 0.17 | 0.77 | 3.67 | 1.00 | 0.33 | 4.67   | R3   |
| 2                 | Saffi Vette [22]    | Nuova Zelanda | 0.27 | 0.43 | 0.60 | 0.67 |      | 1.27   | E    |
| Report ufficiale: |                     |               |      |      |      |      |      |        |      |

#### Batteria 7
| Pos.              | Surfista               | Nazione | Onde | Onde | Onde | Onde | Onde | Totale | Note |
| Pos.              | Surfista               | Nazione | 1    | 2    | 3    | 4    | 5    | Totale | Note |
| ----------------- | ---------------------- | ------- | ---- | ---- | ---- | ---- | ---- | ------ | ---- |
| 1                 | Taina Hinckel [6]      | Brasile | 3.23 | 3.30 | 3.80 |      |      | 7.10   | R3   |
| 2                 | Sanoa Demfle-Olin [14] | Canada  | 3.50 | 2.50 | 2.10 | 2.80 | 0.43 | 6.30   | E    |
| Report ufficiale: |                        |         |      |      |      |      |      |        |      |

#### Batteria 8
| Pos.              | Surfista                       | Nazione | Onde | Onde | Onde | Onde | Onde | Totale | Note |
| Pos.              | Surfista                       | Nazione | 1    | 2    | 3    | 4    | 5    | Totale | Note |
| ----------------- | ------------------------------ | ------- | ---- | ---- | ---- | ---- | ---- | ------ | ---- |
| 1                 | Anat Lelior [5]                | Israele | 6.50 | 0.93 | 3.17 | 3.33 | 4.50 | 11.00  | R3   |
| 2                 | Janira Gonzalez Etxabarri [13] | Spagna  | 0.20 | 2.50 | 0.30 |      |      | 2.80   | E    |
| Report ufficiale: |                                |         |      |      |      |      |      |        |      |

### Round 3

#### Batteria 1
| Pos.              | Surfista           | Nazione     | Onde | Onde | Onde | Onde | Totale | Note |
| Pos.              | Surfista           | Nazione     | 1    | 2    | 3    | 4    | Totale | Note |
| ----------------- | ------------------ | ----------- | ---- | ---- | ---- | ---- | ------ | ---- |
| 1                 | Caroline Marks [9] | Stati Uniti | 2.00 | 2.60 | 4.33 | 0.37 | 6.93   | QF   |
| 2                 | Siqi Yang [14]     | Cina        | 0.50 | 1.00 | 0.20 | 0.63 | 1.63   | E    |
| Report ufficiale: |                    |             |      |      |      |      |        |      |

#### Batteria 2
| Pos.              | Surfista          | Nazione   | Onde | Onde | Onde | Onde | Onde | Onde | Onde | Onde | Onde | Totale | Note |
| Pos.              | Surfista          | Nazione   | 1    | 2    | 3    | 4    | 5    | 6    | 7    | 8    | 9    | Totale | Note |
| ----------------- | ----------------- | --------- | ---- | ---- | ---- | ---- | ---- | ---- | ---- | ---- | ---- | ------ | ---- |
| 1                 | Tyler Wright [20] | Australia | 5.83 | 2.67 | 0.70 | 2.60 | 2.43 | 2.50 | 0.33 | 1.23 | 5.27 | 11.10  | QF   |
| 2                 | Anat Lelior [5]   | Israele   | 0.50 | 4.67 | 1.07 | 3.07 | 0.80 | 0.97 | 1.93 | 0.43 |      | 7.74   | E    |
| Report ufficiale: |                   |           |      |      |      |      |      |      |      |      |      |        |      |

#### Batteria 3
| Pos.              | Surfista           | Nazione | Onde | Onde | Onde | Onde | Onde | Onde | Onde | Totale | Note |
| Pos.              | Surfista           | Nazione | 1    | 2    | 3    | 4    | 5    | 6    | 7    | Totale | Note |
| ----------------- | ------------------ | ------- | ---- | ---- | ---- | ---- | ---- | ---- | ---- | ------ | ---- |
| 1                 | Johanne Defay [2]  | Francia | 3.00 | 0.57 | 3.33 | 2.20 | 5.00 | 4.00 | 3.07 | 9.00   | QF   |
| 2                 | Vahine Fierro [21] | Francia | 3.77 | 1.77 | 3.77 | 2.23 | 1.93 | 1.43 |      | 7.54   | E    |
| Report ufficiale: |                    |         |      |      |      |      |      |      |      |        |      |

#### Batteria 4
| Pos.              | Surfista          | Nazione     | Onde | Onde | Onde | Onde | Onde | Onde | Totale | Note |
| Pos.              | Surfista          | Nazione     | 1    | 2    | 3    | 4    | 5    | 6    | Totale | Note |
| ----------------- | ----------------- | ----------- | ---- | ---- | ---- | ---- | ---- | ---- | ------ | ---- |
| 1                 | Carissa Moore [7] | Stati Uniti | 2.50 | 3.83 | 0.50 | 0.77 | 2.33 | 4.33 | 8.16   | QF   |
| 2                 | Sarah Baum [17]   | Sudafrica   | 1.87 | 0.50 | 2.00 | 0.77 |      |      | 3.87   | E    |
| Report ufficiale: |                   |             |      |      |      |      |      |      |        |      |

#### Batteria 5
| Pos.              | Surfista            | Nazione  | Onde | Onde | Onde | Onde | Onde | Totale | Note |
| Pos.              | Surfista            | Nazione  | 1    | 2    | 3    | 4    | 5    | Totale | Note |
| ----------------- | ------------------- | -------- | ---- | ---- | ---- | ---- | ---- | ------ | ---- |
| 1                 | Nadia Erostarbe [3] | Spagna   | 3.50 | 0.50 | 4.77 | 0.77 | 3.57 | 8.34   | QF   |
| 2                 | Shino Matsuda [18]  | Giappone | 2.67 | 3.17 |      |      |      | 5.84   | E    |
| Report ufficiale: |                     |          |      |      |      |      |      |        |      |

#### Batteria 6
| Pos.              | Surfista                | Nazione     | Onde | Onde | Onde | Onde | Onde | Totale | Note |
| Pos.              | Surfista                | Nazione     | 1    | 2    | 3    | 4    | 5    | Totale | Note |
| ----------------- | ----------------------- | ----------- | ---- | ---- | ---- | ---- | ---- | ------ | ---- |
| 1                 | Tatiana Weston-Webb [1] | Brasile     | 0.30 | 6.17 | 6.17 | 3.33 | 0.20 | 12.34  | QF   |
| 2                 | Caitlin Simmers [24]    | Stati Uniti | 0.27 | 1.50 | 0.43 |      |      | 1.93   | E    |
| Report ufficiale: |                         |             |      |      |      |      |      |        |      |

#### Batteria 7
| Pos.              | Surfista          | Nazione | Onde | Onde | Onde | Onde | Onde | Totale | Note |
| Pos.              | Surfista          | Nazione | 1    | 2    | 3    | 4    | 5    | Totale | Note |
| ----------------- | ----------------- | ------- | ---- | ---- | ---- | ---- | ---- | ------ | ---- |
| 1                 | Luana Silva [19]  | Brasile | 2.50 | 2.17 | 3.50 | 3.27 |      | 6.77   | QF   |
| 2                 | Taina Hinckel [6] | Brasile | 0.80 | 1.77 | 2.93 | 3.00 | 0.17 | 5.93   | E    |
| Report ufficiale: |                   |         |      |      |      |      |      |        |      |

#### Batteria 8
| Pos.              | Surfista            | Nazione    | Onde | Onde | Onde | Onde | Onde | Onde | Onde | Onde | Totale | Note |
| Pos.              | Surfista            | Nazione    | 1    | 2    | 3    | 4    | 5    | 6    | 7    | 8    | Totale | Note |
| ----------------- | ------------------- | ---------- | ---- | ---- | ---- | ---- | ---- | ---- | ---- | ---- | ------ | ---- |
| 1                 | Brisa Hennessy [15] | Costa Rica | 0.83 | 4.17 | 7.67 | 0.50 | 2.17 | 0.50 | 2.57 | 4.67 | 12.34  | QF   |
| 2                 | Yolanda Hopkins [8] | Portogallo | 6.33 | 3.57 | 1.33 | 1.83 | 1.60 |      |      |      | 9.90   | E    |
| Report ufficiale: |                     |            |      |      |      |      |      |      |      |      |        |      |

### Quarti di finale

#### Batteria 1
| Pos.              | Surfista           | Nazione     | Onde | Onde | Onde | Onde | Onde | Onde | Totale | Note |
| Pos.              | Surfista           | Nazione     | 1    | 2    | 3    | 4    | 5    | 6    | Totale | Note |
| ----------------- | ------------------ | ----------- | ---- | ---- | ---- | ---- | ---- | ---- | ------ | ---- |
| 1                 | Caroline Marks [9] | Stati Uniti | 4.00 | 2.33 | 2.17 | 0.20 | 3.77 | 0.47 | 7.77   | SF   |
| 2                 | Tyler Wright [20]  | Australia   | 1.00 | 3.50 | 1.87 | 0.87 |      |      | 5.37   | E    |
| Report ufficiale: |                    |             |      |      |      |      |      |      |        |      |

#### Batteria 2
| Pos.              | Surfista          | Nazione     | Onde | Onde | Onde | Onde | Onde | Onde | Totale | Note |
| Pos.              | Surfista          | Nazione     | 1    | 2    | 3    | 4    | 5    | 6    | Totale | Note |
| ----------------- | ----------------- | ----------- | ---- | ---- | ---- | ---- | ---- | ---- | ------ | ---- |
| 1                 | Johanne Defay [2] | Francia     | 5.67 | 1.90 | 4.67 | 0.60 | 2.17 | 4.50 | 10.34  | SF   |
| 2                 | Carissa Moore [7] | Stati Uniti | 0.50 | 3.00 | 3.50 | 1.00 | 1.97 |      | 6.50   | E    |
| Report ufficiale: |                   |             |      |      |      |      |      |      |        |      |

#### Batteria 3
| Pos.              | Surfista                | Nazione | Onde | Onde | Onde | Onde | Onde | Onde | Onde | Totale | Note |
| Pos.              | Surfista                | Nazione | 1    | 2    | 3    | 4    | 5    | 6    | 7    | Totale | Note |
| ----------------- | ----------------------- | ------- | ---- | ---- | ---- | ---- | ---- | ---- | ---- | ------ | ---- |
| 1                 | Tatiana Weston-Webb [1] | Brasile | 3.33 | 2.67 | 0.50 | 3.03 | 1.23 | 3.60 | 4.50 | 8.10   | SF   |
| 2                 | Nadia Erostarbe [3]     | Spagna  | 0.20 | 0.37 | 0.50 | 2.77 | 3.57 | 0.83 |      | 6.34   | E    |
| Report ufficiale: |                         |         |      |      |      |      |      |      |      |        |      |

#### Batteria 4
| Pos.              | Surfista            | Nazione    | Onde | Onde | Onde | Onde | Onde | Onde | Totale | Note |
| Pos.              | Surfista            | Nazione    | 1    | 2    | 3    | 4    | 5    | 6    | Totale | Note |
| ----------------- | ------------------- | ---------- | ---- | ---- | ---- | ---- | ---- | ---- | ------ | ---- |
| 1                 | Brisa Hennessy [15] | Costa Rica | 2.33 | 0.47 | 3.17 | 3.20 | 0.37 |      | 6.37   | SF   |
| 2                 | Luana Silva [19]    | Brasile    | 0.30 | 0.27 | 0.57 | 2.23 | 2.57 | 2.90 | 5.47   | E    |
| Report ufficiale: |                     |            |      |      |      |      |      |      |        |      |

### Semifinali

#### Batteria 1
Poiché la batteria è terminata in pareggio, Caroline Marks vince per aver collezionato la miglior onda singola (7.00).
| Pos.              | Surfista           | Nazione     | Onde | Onde | Onde | Onde | Onde | Onde | Totale | Note |
| Pos.              | Surfista           | Nazione     | 1    | 2    | 3    | 4    | 5    | 6    | Totale | Note |
| ----------------- | ------------------ | ----------- | ---- | ---- | ---- | ---- | ---- | ---- | ------ | ---- |
| 1                 | Caroline Marks [9] | Stati Uniti | 5.17 | 5.00 | 7.00 | 0.47 |      |      | 12.17  | F    |
| 2                 | Johanne Defay [2]  | Francia     | 5.67 | 4.00 | 3.00 | 0.47 | 6.50 | 3.30 | 12.17  | 3/4  |
| Report ufficiale: |                    |             |      |      |      |      |      |      |        |      |

#### Batteria 2
Intorno al 20º minuto, Hennessy venne penalizzata per interferenza sulla priorità, facendo sì che venisse conteggiata solo la sua miglior onda singola.
| Pos.              | Surfista                | Nazione    | Onde | Onde  | Onde     | Onde | Onde | Onde | Totale | Note |
| Pos.              | Surfista                | Nazione    | 1    | 2     | 3        | 4    | 5    | 6    | Totale | Note |
| ----------------- | ----------------------- | ---------- | ---- | ----- | -------- | ---- | ---- | ---- | ------ | ---- |
| 1                 | Tatiana Weston-Webb [1] | Brasile    | 2.67 | 0.57  | 5.33     | 4.00 | 5.30 | 8.33 | 13.66  | F    |
| 2                 | Brisa Hennessy [15]     | Costa Rica | 1.93 | 0.00* | 4.83 PEN | 6.17 | 0.33 |      | 6.17   | 3/4  |
| Report ufficiale: |                         |            |      |       |          |      |      |      |        |      |

### Finale per la medaglia di bronzo
| Pos.              | Surfista            | Nazione    | Onde | Onde | Onde | Onde | Onde | Onde | Onde | Onde | Onde | Totale | Note |
| Pos.              | Surfista            | Nazione    | 1    | 2    | 3    | 4    | 5    | 6    | 7    | 8    | 9    | Totale | Note |
| ----------------- | ------------------- | ---------- | ---- | ---- | ---- | ---- | ---- | ---- | ---- | ---- | ---- | ------ | ---- |
|                   | Johanne Defay [2]   | Francia    | 0.20 | 5.83 | 5.27 | 5.57 | 0.53 | 6.83 | 0.50 | 0.70 | 4.17 | 12.66  |      |
| 2                 | Brisa Hennessy [15] | Costa Rica | 3.00 | 1.50 | 1.93 |      |      |      |      |      |      | 4.93   | E    |
| Report ufficiale: |                     |            |      |      |      |      |      |      |      |      |      |        |      |

### Finale per la medaglia d'oro
| Pos.              | Surfista                | Nazione     | Onde | Onde | Onde | Onde | Onde | Totale | Note |
| Pos.              | Surfista                | Nazione     | 1    | 2    | 3    | 4    | 5    | Totale | Note |
| ----------------- | ----------------------- | ----------- | ---- | ---- | ---- | ---- | ---- | ------ | ---- |
|                   | Caroline Marks [9]      | Stati Uniti | 0.50 | 7.50 | 1.43 | 3.00 | 2.00 | 10.50  |      |
|                   | Tatiana Weston-Webb [1] | Brasile     | 0.33 | 0.43 | 5.83 | 1.80 | 4.50 | 10.33  |      |
| Report ufficiale: |                         |             |      |      |      |      |      |        |      |